# 铵油炸药
銨油炸藥（ANFO）在工業方面用途廣，通常用重量比硝酸銨（AN）比燃油（FO）為94:6 ，燃油必須是閃點比2號柴油高的油 。其中硝酸銨作為氧化劑，燃油做可燃劑。最早使用於1950。銨油炸藥常被用於採煤場，採礦業，採石場，以及民用建設，其低成本且便於使用等特性使其較其他炸藥更長被用。其他優點包括防水性佳，爆速夠高，氧氣平衡性佳。由於成本低，製作容易，常被用來製造簡易爆炸物（IED）或執行恐攻，如奧克拉荷馬市爆炸案。